# Magdalena-eilanden
De Magdalena-eilanden (Frans: Îles de la Madeleine, Engels: Magdalen Islands) zijn een kleine eilandengroep in de Saint Lawrencebaai. De eilandengroep bestaat uit negen grotere eilanden. De Magdalena-eilanden hebben een totale oppervlakte van 205 km² en tellen zo’n 13.000 inwoners. Ze behoren tot de Franstalige Canadese provincie Québec, hoewel ze dichter liggen bij Prince Edward Island en Nova Scotia.